# Catherine (jeu vidéo)
Catherine (キャサリン, Kyasarin) est un jeu vidéo de type Jeu vidéo d'aventure  et de réflexion pour adulte développé et édité par Atlus ; les cinématiques du jeu ont été réalisées par le Studio 4°C. L’équipe de développement comprenait notamment Katsura Hashino comme producteur, Shigenori Soejima pour la conception des personnages et Shoji Meguro comme compositeur.
Le jeu est sorti le 17 février 2011 au Japon sur les plates-formes PlayStation 3 et Xbox 360. Une sortie à l’extérieur du Japon semblait écartée ; Atlus USA déclara au site Web BeefJack : « Catherine est un jeu exclusif au Japon et il n'y a aucun plan pour une sortie en Amérique du Nord en ce moment. » Cependant, l'éditeur semble avoir changé d'avis et a d'ores et déjà mis en place un site officiel qui indique sa sortie en Amérique du Nord pour l'été 2011, possiblement le 26 juillet. Quant à son hypothétique sortie en Europe, la condition était qu'Atlus trouve un éditeur européen qui aurait l'audace de le sortir et c'est finalement l'éditeur allemand Deep Silver qui a sorti le jeu le 9 février 2012 sur les deux plates-formes.
Une version remastérisée intitulée Catherine: Full Body (キャサリン・フルボディ, Kyasarin: Furu Bodi), développée par Studio Zero, est prévu sur PlayStation 4 et PlayStation Vita est disponible depuis le 14 février 2019 au Japon et pour le 3 septembre 2019 en Amérique du Nord et en Europe. Seule la version Playstation 4 sera disponible en Occident. Une version Nintendo Switch a été annoncé pour une sortie prévue le 7 juillet 2020.

## Synopsis
Le jeu commence dans un bar : Trisha, surnommée la "Vénus de Minuit" (Midnight Venus), anime une émission de télévision appelée le Golden Playhouse, qui racontera ce soir l'histoire d'un jeune homme, Vincent Brooks. Les événements du spectacle correspondent au gameplay propre, qui est parfois symbolisé par un filigrane dans le coin supérieur gauche de l'écran.
Dans le quartier où vit Vincent s'est passé récemment un certain nombre d'incidents bizarres dans lesquelles les gens meurent dans leur sommeil, avec une expression d'angoisse sur leurs visages. Curieusement, toutes les victimes sont de jeunes hommes. L'affaire se propage rapidement à travers les médias, attire l'attention et suscite de nombreuses théories répandues quant à la cause de la mort. Une étrange rumeur commence à se répandre : si une personne rêve qu'elle tombe, et qu'elle ne se réveille pas avant de toucher le sol, elle meurt dans la vraie vie.
Vincent réalise que Katherine McBride, sa petite amie avec qui il sort depuis  cinq ans, commence à faire pression sur lui pour se marier. Le soir au Stray Sheep, le bar qu'il fréquente avec ses amis Jonny, Orlando et Toby, il rencontre une femme belle et mystérieuse nommée Catherine. Bien qu'il existe de nombreux sièges vides, elle s'assoit à côté de Vincent et s'avère être exactement son type de femme, bien que plus jeune que lui. Les deux finissent par passer la nuit ensemble dans l'appartement de Vincent.
Après avoir rencontré Catherine, Vincent commence à avoir des cauchemars chaque nuit, dont il pense qu'elle pourrait être liée aux rumeurs. Dans ses rêves, lui et plusieurs autres hommes, transformés en moutons, doivent échapper à diverses horreurs qui essaient de les tuer : car s'ils meurent dans leurs rêves, ils mourront dans la réalité. Comme les rêves et la réalité commencent à se fondre ensemble, Vincent alterne ses cauchemars nocturnes, où il doit se battre pour survivre (aidé par un mystérieux mouton reconnaissable par sa cravate), et ses journées difficiles où il doit choisir entre Katherine et Catherine.
L'histoire se complique davantage pour Vincent lorsque Katherine lui apprend que ses règles sont en retard, et qu'elle se croit enceinte, tandis que Catherine se retrouve dans le lit de Vincent presque tous les matins, bien que celui-ci ne se souvienne jamais l'avoir invitée chez lui. De plus, il se met à recevoir des appels téléphoniques venant d'un homme du nom de Steve, qui se dit le petit ami de Katherine (ou Catherine) et menace Vincent. Toutefois, ni l'une ni l'autre de ses copines ne connaissent un homme du nom de Steve, et la description de Steve de sa Catherine/Katherine ne correspond à aucune des femmes que Vincent connait. Steve, bouleversé par cette nouvelle, lui avoue avoir rompu avec sa femme et être bientôt à la merci de quelque chose "qui viendra pour le chercher". Troublé par la voix de Steve qui lui est familière, Vincent fait alors le lien entre lui et le mystérieux mouton à cravate qui l'a tant aidé. Mais celui-ci, réalisant que Catherine l'a poussé à trahir sa femme et l'a maudit, finit par être dévoré par un monstre, représentant un double démoniaque de Vincent, malgré les tentatives désespérées de ce dernier pour le sauver. Il apprend le lendemain sa mort aux informations.
Après une semaine de cauchemars incessants et la mort de Steve, Vincent se décide enfin à rompre avec Catherine, bien que celle-ci encaisse assez mal la rupture. Le lendemain matin, il se réveille sans cauchemars et sans Catherine à ses côtés. Alors qu'il se croit enfin libéré, elle apparaît soudainement dans sa chambre quand Katherine vient lui rendre visite. Après un vif échange entre les deux femmes, Catherine tente de poignarder Katherine avec un couteau de cuisine, mais celle-ci la tue accidentellement lors de la bataille. Vincent pousse Katherine vers l'extérieur, tétanisée par la vision du cadavre, mais les deux se retrouvent subitement piégés dans un autre labyrinthe de puzzle, et Vincent doit l'escorter vers la sortie, lui jurant que son cœur lui appartient. Cependant, quand il se réveille de ce cauchemar, Katherine n'a aucun souvenir des événements, excepté le fait qu'il lui ait menti et caché son infidélité. Elle lui avoue également que sa grossesse était une fausse alerte, et que même les aveux de Vincent n'ont pas augmenté sa confiance en lui. Poliment, mais fermement, elle rompt avec lui.
Vincent, venu parler de ses problèmes à Orlando, découvre que toutes les informations de contact de Catherine et de SMS (y compris plusieurs photos d'elles) ont inexplicablement disparu de son téléphone. Ses amis lui apprennent qu'aucun d'entre eux ne l'a jamais vue, et commencent alors à douter de sa santé mentale. Vincent, recherchant désespérément des preuves que Catherine existe, se souvient alors de la seule autre personne avec qui il l'a vue parler : le barman du Stray Sheep, "Boss", qui se révèle être Thomas Mutton, responsable des cauchemars des jeunes hommes et de son infidélité avec Catherine. "Catherine" est un succube qui œuvre avec lui, prenant la forme de la femme rêvée de chaque homme, les amenant à tromper leurs femmes/petites amies. Si l'homme est tenté, Mutton utilise le jeu "Rapunzel" de la machine d'arcade et plante une graine dans leurs souvenirs qui les transportent vers le "monde de cauchemar", dans lequel ils grimpent une tour construite par Ishtar. Le but de ces cauchemars est à la fois de les punir de leurs péchés, et également de les éloigner des femmes avec lesquelles ils n'ont aucune intention de reproduction, libérant ainsi ces femmes pour le "bien de l'espèce". Vincent fait un pacte avec lui : il retournera volontairement dans le "monde de cauchemar" et gravira les derniers niveaux de la tour, en échange de quoi Mutton libérera tous les autres hommes de leur captivité. Selon les choix précédents du joueur, Vincent peut également demander une dernière rencontre avec Catherine ou Katherine.

### Les différentes fins du jeu
Selon la façon dont le joueur répond aux questions et SMS envoyés, Catherine a un total de huit fins fondées sur trois récits centraux. Les fins mettant en scène Catherine ou Katherine disposent d'une bonne, mauvaise, et vraie version auxquelles s'ajoute une fin « Liberté » neutre, qui n'a que deux versions.
Les « mauvaises » fins sont obtenues si les choix finaux du joueur (dans le niveau final) ne correspondent pas à sa position sur le compteur Ange/Démon, calculé sur tous les autres choix effectués plus tôt dans le jeu.
Les « bonnes » fins sont obtenues si les choix finaux du joueur (dans le niveau final) correspondent au compteur Ange/Démon calculé sur tous les autres choix effectués plus tôt dans le jeu.
Les « vraies » fins ressemblent aux bonnes fins, mais sont suivies d'un épilogue, qui se joue après que Trisha ferme officiellement le programme et remercie les téléspectateurs de leur attention.
Mauvaise fin, Katherine : Katherine ne croit pas les explications de Vincent sur la non-existence de Catherine et s'en va. Abattu et épuisé par ses cauchemars, Vincent tombe endormi sur la table du bar, sous les yeux de ses amis désespérés de son comportement.
Bonne Fin, Katherine : Johnny, Orlando, Toby, Thomas Mutton et Vincent prouvent à Katherine que Catherine n'est pas réelle, et que donc Vincent ne l'a jamais trompé. Vincent et Katherine reforment leur couple et reprennent la planification de leur mariage.
Vraie fin, Katherine : Identique à la bonne fin correspondant : Après avoir prouvé sa fidélité à Katherine, Katherine et Vincent se marient, choisissant le Stray Sheep comme lieu de mariage. C'est également l'occasion d'en apprendre un peu plus sur la vie amoureuse de ses amis Toby, Johnny et Orlando, et leurs projets futurs...
Mauvaise Fin, Catherine : Vincent demande Catherine en mariage, mais elle refuse, lui rappelant qu'ils sont issus de mondes différents.
Bonne Fin, Catherine : Vincent propose à Catherine de se marier, et elle lui déclare qu'elle va y réfléchir. Son père « Nergal » apparaît alors, furieux de voir sa petite fille chérie penser une telle chose avec un humain, mais Vincent insiste et Catherine accepte. Catherine transporte Vincent dans le monde souterrain des enfers, où les deux vivront ensemble pour l'éternité.
Vraie Fin, Catherine : Identique à la bonne fin correspondant : Vincent se marie avec Catherine, mais cette fois, Vincent devient un démon des enfers, muni de cornes de bouc, et est ensuite vu entouré d'un harem de succubes, Catherine soumise à lui, et supérieur à Nergal, devenant ainsi roi des enfers.
Bonne Fin, Liberté : Vincent se sépare des deux femmes, disant qu'elles ne sont pas ce qu'il désire, et qu'il a la vie devant lui pour trouver ce qu'il veut. Mutton est pris de court par la tournure des événements et s'excuse d'avoir envoyé Vincent dans le monde de cauchemar. Vincent emprunte de l'argent à Mutton pour que celui-ci le dédommage et le mise sur une catcheuse, Feather. Celle-ci perd cependant le match.
Vraie Fin, Liberté : Identique à la bonne fin correspondant : Vincent fait un pari sur Feather, une catcheuse, mais dans cette fin Vincent gagne son pari et utilise l'argent pour se payer une croisière spatiale, son rêve d'enfance.
Une neuvième fin est déverrouillée lorsque le joueur termine les défis « Axis Mundi Babel ». Si c'est le cas, Trisha brise le quatrième mur en s'adressant au joueur lui-même, lui révélant qu'elle est en réalité Ishtar, une déesse qui supervise l'ensemble du processus du monde de cauchemar, et que le véritable but de ces cauchemars était, pour elle, de tester le joueur pour être apte à remplacer Mutton, le dernier homme ayant escaladé avec succès la tour, comme son époux. Apparaissant toujours en coupe afro, on peut la voir les cheveux lisses dans cette fin.

## Les personnages
- Vincent Brooks (ヴィンセント·ブルックス, Vinsento Burukkusu?) Doublé par : Kōichi Yamadera (japonais), Troy Baker (anglais) : Vincent est le personnage principal du jeu. Âgé de 32 ans et travailleur, il se situe au moment de la vie entre l'indépendance des parents et le mariage. Il n'a pas d'ambitions en termes d'amour et de romance. Il est sous pression pour se marier avec Katherine, mais veut rester insouciant, indépendant et vivant seul. Sa vie change quand il rencontre une beauté mystérieuse nommée Catherine à son bar local, le Stray Sheep. Rêves et réalité commencent à fusionner ensemble, et il devient pris au piège dans un monde de cauchemars à l'intérieur de ses rêves.
- Catherine (キャサリン, KYASARIN?) Doublée par : Miyuki Sawashiro (japonais), Laura Bailey (anglais) : Catherine est une mystérieuse jeune femme de 22 ans, qui a un charmant visage et un corps "bien proportionné", ce qui lui permet de séduire plus facilement les hommes. Elle se trouve être le type de Vincent, et les deux finissent par passer la nuit ensemble après qu'elle l'a séduit. Son comportement insouciant commence à perturber la vie de Vincent. C'est après avoir rencontré Catherine que Vincent commence à avoir des cauchemars. Catherine est représentée sur la pochette de la version PS3 du jeu.
- Katherine McBride (キャサリン·マクブライド, KYASARIN Makuburaido?) Doublée par : Kotono Mitsuishi (japonais), Michelle Ruff (en) (anglais) : Katherine a 32 ans ; elle travailler chez un fabricant de vêtements. Elle et Vincent sont de la même ville et étaient camarades de classe à l'école, et après une rencontre fortuite lors d'une réunion de l'école, ils entamèrent une relation. Elle suggère le mariage à Vincent, qui ne se sent cependant pas prêt pour. Katherine est représentée sur la pochette de la version Xbox 360 du jeu.
- Orlando Haddick (オーランド, Orando?) Doublé par : Hiroaki Hirata (japonais), Liam O'Brien (anglais) : Orlando est un ingénieur divorcé de 32 ans, ami de longue date de Vincent, et aussi un habitué du Stray Sheep. Il fréquente également le bar sushi Heaven Kappa pendant la journée. Orlando est insouciant dans ses paroles comme dans ses actions, désabusé à l'idée du mariage et conseille souvent Vincent lorsque celui-ci est inquiet (ils se rencontrent souvent dans les toilettes publiques). Il a beaucoup souffert quand lui et son épouse se sont séparés à cause de problèmes financiers, et se sent toujours trahi à cause de cela. Il apparaît plus tard dans les cauchemars de Vincent, en tant que "Mouton avec un chapeau rouge". Il est victime de cauchemars parce qu'il ne veut pas renouer avec son ex-femme, en raison de son trop grand orgueil.
- Jonathan "Jonny " Ariga (ジョニー, Joni?) Doublé par : Takehito Koyasu (japonais), Travis Willingham (anglais) : Jonny est un vendeur de voitures d'occasion, de 32 ans. Il est un vieil ami de Vincent et Orlando, célibataire, et un habitué du Stray Sheep. Il travaille beaucoup et projette de reprendre le flambeau de l'entreprise familiale. Il a des idéaux élevés concernant le mariage, affirmant qu'il ne se mariera que lorsqu'il trouvera son âme sœur, celle qui lui est destinée. Malgré cela, il a une petite amie, mais il refuse de l'épouser à cause des sentiments qu'il éprouve pour Katherine. Il apparaît plus tard dans les cauchemars de Vincent en tant que "Mouton fumeur" : il a été lui aussi maudit à cause du fait qu'il ne veuille pas se marier avec sa petite amie, aimant secrètement Katherine.
- Tobias "Toby " Nebbins (トビー, Tobi?) Doublé par : Kisho Taniyama (japonais), Yuri Lowenthal (anglais) : Toby est un vendeur de voitures d'occasion de 23 ans et un collègue de Jonny. Il est également un habitué du Stray Sheep. Toby est très jeune et inexpérimenté, et professe une forte envie de se marier et de fonder une famille, en disant que le moment où il trouvera la fille de son cœur, il l'épousera. Pour cette raison, il est le seul de ses amis de ne pas avoir de cauchemars. Il a un faible pour les femmes plus âgées que lui et a le béguin pour la serveuse du Stray Sheep, Erica, avec qui il finira par sortir.
- Erica Anderson (エリカ, Erika?) Doublée par : Junko Minagawa (japonais), Erin Fitzgerald (anglais) : Erica a 32 ans, elle est serveuse de bar Stray Sheep et est une amie d'enfance de Vincent. Elle a une personnalité brillante et est toujours au courant des ragots et rumeurs actuels. Toby a le béguin pour elle et finit par perdre sa virginité avec elle. Lors de la Vraie Fin avec Katherine, on apprend qu'elle est transgenre, quelque chose qui a été évoqué implicitement tout au long du jeu, et que son prénom assigné est Eric. Ayant dit à Toby qu'elle ne voulait pas voir leur relation engendrer des enfants, elle commence à son tour à avoir des cauchemars.
- Thomas " Boss" Mutton Doublé par : Norio Wakamoto (japonais), Kirk Thornton (en) (anglais) : Boss ("Maître" dans la version japonaise) est le propriétaire et barman du Stray Sheep. C'est lui qui présente de nombreux clients du bar à Vincent. Mis à part le fait qu'il ait eu de nombreuses conquêtes amoureuses et une histoire tumultueuse, on sait très peu sur lui, et il est rarement vu sans ses lunettes de soleil. Plus tard dans le jeu, il se révèle être une incarnation de Dumuzid le Berger, ainsi que l'architecte de la Tour de Babel, et donc responsable des cauchemars.
- Voix mystérieuse (Astaroth) (声, Koe?) Doublée par : Junko Minagawa (japonais), Yuri Lowenthal (anglais) : Une voix étrange qui parle à Vincent à travers un confessionnal, donnant souvent son avis sur le parcours ou les actions de Vincent. Elle peut parler à Vincent en dehors des cauchemars aussi, par exemple pour lui donner des informations sur le prochain cauchemar, lorsque Vincent se lave le visage dans les toilettes du Stray Sheep, ou faire remarquer à Vincent qu'il boit trop lorsque celui-ci est seul au bar.
- Trisha (Rue Ishida) (石田 ☆ ルウ, Ishida Ru?) Doublée par : Junko Minagawa (japonais), Erin Fitzgerald (anglais) : Trisha, la "Midnight Venus" est la présentatrice du Golden Playhouse qui possède une coupe afro rouge. Elle sert d'introduction au mode de jeu, envoie des SMS à Vincent pour le féliciter et commenter ses actions, voire lui fournir des conseils. Après les défis "Babel", on apprend qu'elle est en fait Ishtar, ainsi que la véritable identité d'Astaroth et brise le quatrième mur en disant au joueur lui-même qu'elle attendait celui qui montrerait des compétences exceptionnelles en dirigeant Vincent, de manière à trouver un remplaçant de son époux, Dumuzid, dont elle avait fini par se lasser à cause de ses infidélités.
- Nergal (ネルガル, Nerugaru?) Doublé par : ? (japonais), Jamieson Price (en) (anglais) : le père de Catherine, il apparaît dans deux fins alternatives du jeu concernant Catherine. Lui-même étant un puissant démon, il refuse la relation entre Catherine et Vincent, mais rapidement se plie à la volonté de Catherine. Après les crédits de la fin, on voit qu'il est devenu inférieur à Vincent, lui-même devenu un démon.
- Rin : Doublé par Aya Hirano (japonais), Brianna Knickerbocker (anglais) : de son véritable nom Qaterine, elle va tout comme Catherine, user de ses charmes pour détourner Vincent de sa vie rangée et de son futur mariage. Rin est un personnage exclusif à la version Full Body.

## Système de jeu
Catherine est un jeu d'aventure de puzzle-plateforme dans lequel le joueur contrôle Vincent Brooks, qui commence à avoir des cauchemars étranges après que sa petite amie, Katherine, commence à parler de mariage et d'engagement. Tout devient plus compliqué pour lui quand il rencontre une jeune fille nommée Catherine, entame une liaison avec elle, et que ses cauchemars deviennent de plus en plus longs et difficiles.
Le mode "Histoire" principal, Golden Playhouse, suit l'histoire entre les journées et les nuits cauchemardesques de Vincent. Pendant la journée, Vincent peut discuter avec ses amis ainsi que tenter de gérer ses relations avec Catherine et Katherine. La plupart du temps se déroule dans le bar du Stray Sheep où Vincent peut enregistrer et envoyer des SMS à partir de son téléphone portable, parler aux autres clients, commander à boire (vous pouvez choisir entre whisky, cocktail, saké et bière ; chaque fois que vous finissez votre verre, le jeu vous racontera quelques anecdotes sur la boisson que vous venez de prendre), jouer à un mini-jeu intitulé Rapunzel (dont le principe rappelle étrangement les cauchemars faits par Vincent) ou écouter un juke-box contenant des plages des autres jeux Atlus comme ceux de la série Persona.
Le gameplay principal a lieu dans les scènes de cauchemar. Dans un monde de cauchemar habité par d'autres hommes, qui sont représentés comme des moutons anthropomorphes, Vincent doit monter des escaliers géants qui s'effondrent petit à petit sous lui et atteindre le sommet en toute sécurité. Pour ce faire, il faut pousser, tirer et monter les blocs aussi vite que possible tout en évitant les différents pièges tels que des pics et des blocs gelés. Grimper les étapes rapidement et sans interruption augmente un multiplicateur de score. À la fin du niveau, les joueurs reçoivent un prix en fonction de leur score. Chaque étape est divisée en plusieurs paliers, aboutissant à un stade final dans lequel une créature monstrueuse, représentant les plus grandes peurs de Vincent (le mariage, la grossesse de Katherine, le futur bébé...) le poursuit en tentant de le tuer : lorsque Vincent réussit le niveau, cette créature disparaît. Vincent peut se déplacer plus rapidement en fonction de son alcoolémie et peut gagner des oreillers qui lui permettent de réessayer les niveaux. Il y a aussi plusieurs bonus qui peuvent être trouvés ou achetés sur les seuils, comme des blocs de rechange, de la foudre qui élimine les ennemis et des boissons énergétiques qui permettent à Vincent de monter plus de marches à la fois. Vincent meurt s'il tombe de la tour, se fait prendre dans un piège ou est tué par un des boss, le jeu se termine si Vincent est à court d'oreillers. Entre deux phases d'action, sur les seuils, Vincent peut interagir avec les autres moutons, sauver la partie, apprendre des techniques qui l'aideront à monter plus vite et mieux ou acheter des objets au Mouton Marchand. Pendant les modes facile et normal, les joueurs peuvent appuyer sur le bouton Select/Retour pour retourner en arrière et annuler le dernier mouvement de bloc.
Tout au long du jeu, les choix que le joueur fait lors de certaines sections du jeu auront une incidence sur la personnalité de Vincent et la manière dont se déroule l'histoire. Il est représenté par un indicateur de morale, qui peut changer de plusieurs façons, comme la façon dont Vincent rédige ses SMS, comment il répond à certaines questions et comment il s'entretient avec les autres personnages. Le jeu propose plusieurs fins possibles en fonction des choix faits par Vincent, et possède au total plus de vingt heures de jeu. En plus du mode Golden Playhouse, le mode "Babel" comporte quatre grandes étapes jouables avec un maximum de deux joueurs, alors que le mode "Vs Colisée" correspond à deux joueurs jouant l'un contre l'autre, à tour de rôle, pour atteindre le sommet en premier.

## Distribution

### Édition de luxe
Le 2 mai 2011, Atlus a annoncé que Catherine recevrait une édition de luxe "Love is Over" en Amérique du Nord. Compatible avec la PlayStation 3 ou la version Xbox 360 du jeu, il comprend un caleçon identique à celui porté par Vincent, un T-shirt de Vincent, porté par Catherine, avec 4 cœurs (rappelant ceux de Zelda) dont 2 1/2 vides, avec l'inscription "Empty" en dessous ; une taie d'oreiller comportant des illustrations de Catherine et le logo du jeu, et une réplique d'une boîte de pizza du bar "Stray Sheep" du jeu, qui sert en tant qu'emballage externe du jeu. La pochette du jeu fourni avec l'édition Deluxe est la version originale non modifiée. Atlus avait dit que l'édition Deluxe serait disponible uniquement en " quantités très limitées ", avec un stock construit conformément à la demande de pré-commande. Malgré les ventes du jeu et des numéros pré-commande, l'édition Deluxe est encore disponible à l'achat à MSRP.

### Bonus
Les exemplaires pré-commandés, standards ou deluxes (Amérique du Nord), sont founis avec un CD du soundtrack du jeu et un art-book. Pour la bande son, le compositeur Shoji Meguro a fait des remix de morceaux de musique classique afin de souligner les moments d'horreur du jeu, et de le rendre plus "Persona-like".
Liste des titres :
1. Les Planètes' "Mars" et "Jupiter" de Gustav Holst
2. Symphonie no 5 en ut mineur "Symphonie du destin" 3e mouvement de Ludwig van Beethoven
3. "Little" Fugue in G Minor de Johann Sebastian Bach
4. Symphonie no 9 en mi mineur "du Nouveau Monde", 1er mouvement, 3e mouvement Scherzo de Antonín Dvořák
5. Guillaume Tell Part 2 "La tempête" et Part 3 "Le Ranz des Vaches" de Gioachino Rossini
6. Danses polovtsiennes d'Alexandre Borodine
7. Tableaux d'une exposition "IX - La cabane sur des pattes de poule" de Modest Mussorgsky
8. L'Arlésienne Second Suite "Farandole" de Georges Bizet
9. Étude Révolutionnaire de Frédéric Chopin
10. Hallelujah du Messie de George Frideric Handel
11. Sonate no 2, Marche funèbre, 3e mouvement de Frédéric Chopin

### Roman
Kadokawa Games a publié un roman basé sur le jeu, le 20 mai 2011.

## Accueil

### Critiques
Catherine a reçu un accueil assez positif, avec des scores globaux moyens de 83,00/100 et 78,04/100 pour les versions Xbox 360 et PlayStation 3 respectivement, sur GameRankings et 82/100 et 79/100 pour les versions Xbox 360 et PlayStation respectivement, sur Metacritic.
Dans une revue d'importation, GamesRadar+ a donné à la version originale un 5/10, louant l'histoire, mais critiquant la difficulté du jeu à cause de l'intelligence artificielle un peu aléatoire et compliquée, mais plus tard, noteront la version anglaise 8/10, à cause des changements cruciaux qui ont supprimé la plupart des ennuis du jeu. Certains joueurs japonais se sont plaints que le jeu était trop difficile, même dans le mode facile. Atlus a depuis publié un correctif, dont un mode "Super Easy", inclus dans la version anglaise.
IGN a donné à la version nord-américaine de Catherine un score global de 9,0, là où Computer and Video Games a donné au jeu un 8.0. Tom Bissell de Grantland.com, le site de la culture pop détenue par ESPN et dirigée par Bill Simmons a été agréablement surpris par le jeu et lui a donné un avis très positif, qui comprenait une liste de ses qualités originales et étranges.

### Ventes
La version PlayStation 3 fut en tête des charts japonais dans sa semaine d'ouverture avec plus de 140 000 exemplaires vendus tandis que la version Xbox 360 est arrivé 7e avec plus de 21 000 exemplaires, dépassant le jeu Marvel vs Capcom 3 : Fate of Two Worlds, publié le même jour. Le jeu a également été un succès commercial en Amérique, vendu à 78 000 exemplaires dans les deux systèmes pour les consommateurs dans ses six premiers jours, ce qui en fait le plus grand lancement d'Atlus : Le jeu s'est vendu à environ 500 000 exemplaires fin 2011, énorme succès pour l'entreprise.[réf. souhaitée]

### Récompenses
En décembre 2011, Catherine a reçu le prix de "plus grande surprise de l'année 2011" de TeamXbox (en). En 2011, choisi par GameSpot pour les récompenses annuelles, Catherine a été nommé dans les catégories "Meilleur Puzzle Game", " Meilleur scénario", " Meilleur Nouveau personnage", " Meilleur doublage", " Meilleur IP d'origine", " Meilleur Ending " et" Meilleur film d'animation en jeu vidéo", aux côtés de l'autre jeu d'aventure Ghost Trick : Phantom Detective. Le jeu a également été nommé pour un prix Annie, Catherine a reçu le prix de la "meilleure nouvelle de la PS3" et avait été nommé dans la catégorie "jeu PS3 de l'année".
IGN a également donné à Catherine le prix "Meilleure histoire" et l'avait nommé pour le "Meilleur Game Trailer Vidéo". GameZone lui a donné le titre de "Meilleur IP original" et a choisi Vincent comme le runner-up pour le "New Best Character" d'attribution. GameZone a également choisi le jeu comme le runner-up pour le "Meilleur Puzzle". 411Mania lui a donné le prix d'originalité. 1UP.com lui a donné une récompense et l'a choisi comme le runner-up pour le "jeu le plus audacieux et le plus surprenant". L’AV Club le désigna comme le troisième meilleur jeu de l'année. Famitsu lui a attribué le Prix de la recrue dans son 2012 dans sa cérémonie de remise des prix.